# Comuna Gârdani, Maramureș
Gârdani este o comună în județul Maramureș, Transilvania, România, formată numai din satul de reședință cu același nume. În perioada 2008 - 2012, primarul comunei a fost Vasile Blidar.

## Demografie
Componența etnică a comunei Gârdani
     Români (91,99%)
     Alte etnii (0,46%)
     Necunoscută (7,55%)
Componența confesională a comunei Gârdani
     Ortodocși (80,09%)
     Penticostali (6,56%)
     Baptiști (2,14%)
     Alte religii (2,9%)
     Necunoscută (8,31%)
Conform recensământului efectuat în 2021, populația comunei Gârdani se ridică la 1.311 locuitori, în creștere față de recensământul anterior din 2011, când fuseseră înregistrați 1.151 de locuitori. Majoritatea locuitorilor sunt români (91,99%), iar pentru 7,55% nu se cunoaște apartenența etnică. Din punct de vedere confesional, majoritatea locuitorilor sunt ortodocși (80,09%), cu minorități de penticostali (6,56%) și baptiști (2,14%), iar pentru 8,31% nu se cunoaște apartenența confesională.

## Politică și administrație
Comuna Gârdani este administrată de un primar și un consiliu local compus din 9 consilieri. Primarul, Nelu-Radu Dragoș[*], de la Partidul Social Democrat, este în funcție din octombrie 2020. Începând cu alegerile locale din 2024, consiliul local are următoarea componență pe partide politice:
|  | Partid                          | Consilieri | Componența Consiliului | Componența Consiliului | Componența Consiliului | Componența Consiliului | Componența Consiliului |
|  | ------------------------------- | ---------- | ---------------------- | ---------------------- | ---------------------- | ---------------------- | ---------------------- |
|  | Partidul Social Democrat        | 5          |                        |                        |                        |                        |                        |
|  | Partidul Mișcarea Populară      | 1          |                        |                        |                        |                        |                        |
|  | Partidul Național Liberal       | 1          |                        |                        |                        |                        |                        |
|  | Alianța pentru Unirea Românilor | 1          |                        |                        |                        |                        |                        |
|  | Piron Vasile-Nicolae            | 1          |                        |                        |                        |                        |                        |